# 名和豊春
名和 豊春（なわ とよはる、1954年（昭和29年）4月11日 - ） は、日本の工学者。学位は博士（工学）（東京工業大学）。専門は建築学、土木工学。第19代北海道大学総長。日本コンクリート工学会賞、土木学会吉田賞等受賞。さくらサイエンスプログラム・顧問委員会・元日本委員。

## 人物・経歴
北海道三笠市出身。1973年北海道岩見沢東高等学校卒業。1977年北海道大学工学部建築工学科卒業。1980年北海道大学大学院工学研究科建築工学専攻修士課程修了、秩父セメント株式会社入社、中央研究所勤務。1992年東京工業大学より博士（工学）の学位を取得。博士論文は「分散剤を用いたモルタルの流動性に及ぼすセメントのキャラクターの影響」。
1997年北海道大学大学院工学研究科助教授。2004年北海道大学大学院工学研究科教授。2007年独立行政法人日本学術振興会学術システム研究センター研究員。2010年北海道大学教育研究評議会評議員、北海道大学大学院工学研究院副研究院長。2014年北海道大学大学院工学研究院長・工学院長・工学部長。2017年北海道大学総長。
2018年11月、パワーハラスメントの疑いがあるとして北海道大学学長選考会議（議長：石山喬）が調査委員会を設置。同年12月10日、体調不良を理由に大学を休職。2019年2月に退院したものの、復職を大学当局に拒否された。2019年7月8日、学長選考会議が学長解任に相当とするとの結論を出したことを受け、弁護士を通じてパワーハラスメントを否定するコメントを出した。2020年6月29日、同月30日付で文部科学省から国立大学法人法に基づき北海道大学学長を解任する趣旨の通知を受け取ったことを本人が明かした。30日、萩生田光一文部科学大臣から名和の北大学長解任が発表された。12月10日、名和は国と北大を相手取り、解任処分の取り消しや計約1500万円の損害賠償を求め、札幌地方裁判所に提訴した。教育問題を扱うジャーナリストの田中によれば、名和が防衛装備庁の研究から撤退したことや、加計学園の獣医学部新設に反対したことが解任の背景にあると指摘されている。2024年3月13日、札幌地裁は「原告の非違行為は多岐にわたり、学長に適していないとの判断は正当だ」として、名和の請求を棄却する判決を言い渡した。

## 受賞
- 1989年 - セメント協会論文賞（化学部門）[16]
- 1990年 - 日本コンクリート工学協会優秀講演賞[16]
- 1993年 - 日本コンクリート工学協会優秀講演賞[16]
- 2000年 - セメント協会論文賞（建築部門）[16]
- 2008年 - 日本コンクリート工学協会功労賞[16]
- 2009年 - 土木学会吉田賞（論文部門）[16]
- 2011年
  - 土木学会吉田賞（論文部門）[16]
  - セメント協会論文賞（建築部門）[16]
  - 北海道開発協会長奨励賞[16]
- 2012年 - セメント協会論文賞（化学部門）[16]
- 2013年
  - セメント協会論文賞（化学部門）[16]
  - 日本コンクリート工学会賞（論文賞）[16]
- 2015年 - セメント協会論文賞（化学部門）[16]